# 水沢なお
水沢 なお（みずさわ なお、1995年12月3日 - ）は、日本の詩人。静岡県出身。

## 経歴
武蔵野美術大学造形学部芸術文化学科卒業。2014年から『現代詩手帖』誌上「新人作品」欄に投稿詩が掲載され始める。2016年、「モーニング」で第54回現代詩手帖賞を受賞。2019年に同受賞作を含む全13編を収録した第一詩集『美しいからだよ』（思潮社）を刊行。2020年2月、同詩集が第25回中原中也賞を受賞。2024年には「Forbes JAPAN 30 UNDER 30」の1人に選ばれた。

## 作品リスト

### 詩集
- 『美しいからだよ』（思潮社、2019年12月）
- 『シー』（思潮社、2022年11月）

### 小説
- 『うみみたい』（河出書房新社、2023年3月）

### 雑誌等掲載作品
詩
- 「モーニング」 - 『現代詩手帖』2016年5月号
- 「名前のない山」 - 『現代詩手帖』2020年2月号
- 「巻頭表現 窓の外で燃える火」 - 『文學界』2020年3月号
- 「放卵希望」 - 『新潮』2020年5月号
- 「ターン」 - 『文藝春秋』2020年5月号
- 「犬の毛」 - 『読売新聞』2020年6月26日夕刊
- 「私は氾濫して」（「歩きだす言葉たち」欄） - 『朝日新聞』2020年7月13日夕刊
- 「透明な種族」 - 『現代詩手帖』2020年6月号
- 「光らないでいて」 - 『三田文學』2020年11月号
- 「美しいからだよ」 - 『現代詩手帖』2020年12月号
- 「ハヌカ」 - 『現代詩手帖』2021年1月号
- 「サンダー」 - 『S-Fマガジン』2021年2月号
- 「卯卵」 - 『現代詩手帖』2021年12月号
- 「sink」 - 『現代詩手帖』2023年1月号

小説
- 「生殖する光」 - 『ことばと』vol.3（書肆侃侃房、2020年4月）
- 「スウィミング」 - 『文藝』2020年冬季号
- 「うみみたい」 - 『文藝』2022年冬季号
- 「こんこん」 - 『文藝』2025年春季号

エッセイなど
- 「新たな関係性の入口で」（カニエ・ナハとの対談） - 『現代詩手帖』2020年6月号
- 「90年代生まれが起こす 文学の地殻変動 作家26人アンケート」 - 『文藝』2020年冬季号
- 「ほわほわプラトニック」 - 『ユリイカ』2021年1月号
- 「思い出の犬」 - 『群像』2021年4月号
- 「私が彼女に伝えることは」 - 『装苑』2021年3月号
- 「次は惑星として出会おう」 - 『現代詩手帖』2021年6月号